# 대만 동맹 국제 보호 강화법
대만 동맹 국제 보호 강화법(Taiwan Allies International Protection and Enhancement Initiative Act) 또는 타이베이법(TAIPEI Act)은 2020년 3월 20일을 기해 효력이 발생한 미국의 법률이다. 해당 법은 미국이 중화민국이 세계 각국 간의 실질적인 외교 관계 증진을 지원하는 내용, 미국이 중화민국의 국제적 지위 확립을 지지하는 내용이 담겨 있다.

## 배경
차이잉원 중화민국 총통이 2016년 취임한 이래 상투메 프린시페, 파나마, 도미니카 공화국, 부르키나파소, 엘살바도르, 솔로몬 제도, 키리바시 7개 국가가 중화민국과 외교관계를 중지하고 중화인민공화국과 수교하였다. 거기에 도널드 트럼프 미국 대통령 취임 이후에 일어난 미중무역전쟁은 미국-대만 관계를 한층 더 강화시켰다. 미국 상원 콜로라도주 대표 의원인 코리 가드너는 이 법안을 발의했다.

## 같이 보기
- 코리 가드너
- 대만관계법